# Scapania americana
Scapania americana là một loài rêu trong họ Scapaniaceae. Loài này được K. Müller mô tả khoa học đầu tiên năm 1903.